# Хамі
Кумул, Комул (уйг. قۇمۇل, Қумул, Qumul) або Хамі (кит. 哈密, пін.  Hāmì) — місто на сході Синьцзян-Уйгурського автономного району. Адміністративний центр однойменного міського повіту та округу.

## Географія
Як Турфан, Кумул (Хамі) розташоване у западині (Хамійська западина) і перебуває під впливом характерного для пустельних місцевостей холодного континентального клімату з різкими відмінностями між літнім та зимовим періодами, проте з сухою сонячною погодою цілий рік (див. Хамійська пустеля). Опадів випадає дуже мало, загальна їх сума на рік становить 39 міліметрів, і це при тому, що найменша річна сума сонячного світла становить 3285 годин.

### Клімат
Місто знаходиться у зоні, котра характеризується кліматом тропічних пустель. Найтепліший місяць — липень із середньою температурою 26.7 °C (80 °F). Найхолодніший місяць — січень, із середньою температурою -11.7 °С (11 °F).
| Клімат Хамі             | Клімат Хамі | Клімат Хамі | Клімат Хамі | Клімат Хамі | Клімат Хамі | Клімат Хамі | Клімат Хамі | Клімат Хамі | Клімат Хамі | Клімат Хамі | Клімат Хамі | Клімат Хамі | Клімат Хамі |
| Показник                | Січ.        | Лют.        | Бер.        | Квіт.       | Трав.       | Черв.       | Лип.        | Серп.       | Вер.        | Жовт.       | Лист.       | Груд.       | Рік         |
| Абсолютний максимум, °C | 5           | 13          | 23          | 32          | 37          | 40          | 41          | 40          | 37          | 31          | 18          | 7           | 41          |
| Середній максимум, °C   | −5          | 3           | 13          | 20          | 26          | 32          | 34          | 33          | 28          | 18          | 7           | −1          | 17          |
| Середня температура, °C | −12         | −4          | 6           | 12          | 18          | 24          | 26          | 25          | 19          | 10          | 0           | −6          | 9           |
| Середній мінімум, °C    | −20         | −11         | −1          | 5           | 11          | 16          | 19          | 18          | 11          | 2           | −6          | −12         | 2           |
| Абсолютний мінімум, °C  | −28         | −23         | −15         | −5          | −1          | 6           | 10          | 7           | 1           | −7          | −17         | −26         | −28         |
| Норма опадів, мм        | 0           | 0           | 0           | 0           | 0           | 0           | 0           | 0           | 0           | 0           | 0           | 0           | 40          |
| Днів з дощем            | 1           | 1           | 0           | 0           | 0           | 1           | 1           | 1           | 0           | 1           | 1           | 1           | 13          |
| Вологість повітря, %    | 60          | 49          | 35          | 27          | 27          | 31          | 33          | 35          | 34          | 37          | 48          | 59          | 40          |
| ----------------------- | ----------- | ----------- | ----------- | ----------- | ----------- | ----------- | ----------- | ----------- | ----------- | ----------- | ----------- | ----------- | ----------- |
| Джерело: Weatherbase    |             |             |             |             |             |             |             |             |             |             |             |             |             |

## Назви

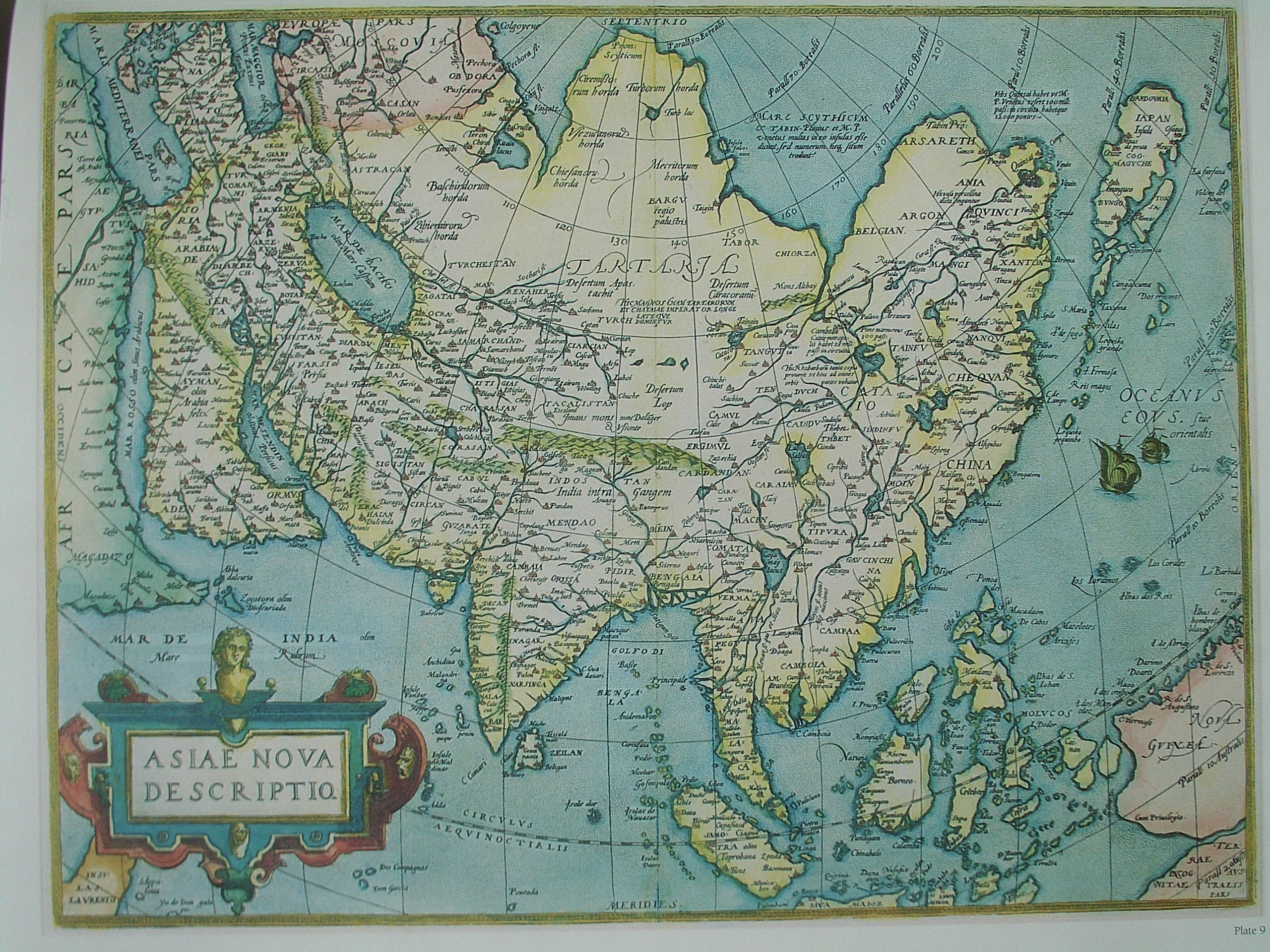
Камул (Кумул) на шляху між Самаркандом та Китаєм, карта Авраама Ортеліуса 1570 року

Місто у новоуйгурській мові іменується як "Кумул" або "Комул" (мовою оригіналу — K̡umul, K̡omul). Назва "Камул" появилася на європейських картах ще у 16 ст., саме таку назву і використав Маттео Річчі у своїй розповіді про візит до міста 1605 року португальського єзуїта Бенедикта Геша.
Найдавнішою китайською назвою міста була Kūnmò (昆莫), а в документах періоду імперії Хань місто іменувалося вже як Yiwu (伊吾) чи Yīwúlú (伊吾 卢). За часів династії Тан за Кумулом закріпилася назва Yīzhōu (伊州), далі при династії Юань монгольська назва міста Qamil передавалася у китайській мові як Hāmìlì (哈密 力), а за імперії Мін Кумул вже відомий за сучасною назвою Hāmì (哈密).

## Населення
У 2002 році населення Хамі становило 519,700 осіб, з яких 68.4% складали ханьці, а 31.6% припадало на національні меншини: уйгурів (див. кумульські уйгури), казахів та хуей.

## Історія
У період династії Хань (II ст. до н.е. - II ст. н.е.) контроль над містом Кумул та відповідною оазою почергово утримувався між Китаєм та державою Хунну. Кумул, як і сусідній Турфан, неодноразово ставали каменем спотикань між цими державами. Адже Кумульська оаза з родючими ґрунтами, тоді мала велике значення на Великому шляховому шляху. Тут можна було вирощувати різноманітні сільськогосподарські культури, як-от: рис, просо, пшеницю, квасолю. Декілька разів ханьською державою у Кумульській оазі засновувалися землеробські поселення, аби забезпечувати продуктами військові загони імперії та торговців на Великому шовковому шляху.
З початку І тис. н.е. з посиленням впливу кочових хуннів на територію Східного Туркестану, у Кумульську оазу зокрема, починають проникати тюркські племена, які в оазі поступово стають численнішими і асимілюють місцеве ірано-тохарське населення. Останні пам'ятки тохарської та іранської писемності датуються VII-VIII ст.ст. н.е. До часу прибуття у Кумул предків уйгурів процес тюркизації місцевого ірано-тохаромовного населення фактично був завершений, а з моменту приходу уйгурських племен у Хамі (Кумулі) поширюється давньоуйгурська (ідикутська) мова.
У період з ІХ по XIV ст.ст. Кумул був у складі розвинутої та впливової у регіоні держави Турфанського ідикутства. У цей час серед кумульців були розповсюджені кілька релігій буддизм, християнство (несторіанство) і маніхейство.
З входженням Хамі до складу Монгольської імперії (ХІІІ ст.) і наступної ліквідації ідикутства (XIV ст.) поступово розпочинається процес ісламізації хамійців, який остаточно закінчився у XV-XVI ст.ст. У цей період у XIII-XV ст.ст. караханідська мова витісняє давньоуйгурську (ідикутську) мову, а арабське письмо відповідно витісняє давньоуйгурську писемність.
З включенням Східного Туркестану, у тому числі Кумула (Хамі), до складу Цінської імперії кумульці, як і турфанці, більше ніж інші етнографічні групи уйгурів були представлені серед місцевих чиновників владного апарату.
1757 року Кумул відійшов до Китаю як напівавтономне феодальне Кумульське ханство, яке існувало спочатку у складі Цінської імперії, а потім - Китайської Республіки, поки губернатором Синьцзяна у 1930 році не було скасоване. Хани Кумула були прямими нащадками каганів Уйгурського каганату. Кумульське ханство підтримувало Цінську імперію у її боротьбі з джунгарами. Хамі продовжував бути васалом Китаю, незважаючи на утворення 1884 року після дунганського повстання провінції Синьцзян. Кумульські хани мали широку владу, у тому числі судову владу, за винятком виконання рішень судів, що покладалося на китайських чиновників. Для підтвердження своєї влади хани Хамі мали один раз на шість років відвідувати Пекін.
Однак, політика кумульських ханів викликали і невдоволення народних мас. Так, хан Мухаммед та його син і наступник хана Шах Максуд обкладали великими податками своїх підданих, примушували населення до тяжкої праці, що мало наслідком підняття у 1907 та 1912 роках повстань проти режиму.
Кумульське ханство було частиною Синьцзяна, яка була закрита для заселення китайцями. Ханство було скасоване 1930 року, що відповідно призвело до кривавого повстання.

## Транспорт та промисловість
Місто є важливим транспортним вузлом на Ланьчжоу-Синьцзянському залізничному шляху та трасі Годао 312. 
Переробна промисловість представлена металургійним заводом; у місті також наявна ТЕС. У навколишній Хамійській западині провадиться видобуток кам'яного вугілля і залізної руди. 

## Національні волості
Міський повіт Хамі (Кумул) включає 2 національні волості:
- Девайлі-Дужуке-Казахська національна волость (кит. 德外都如克哈萨克族乡, пін.  Déwàidōurúkè Hāsàkèzú xiāng, уйг. دەۋەلدۈرۈك قازاق يېزىسى)
- Улатай-Казахська національна волость (кит. 乌拉台哈萨克族乡, пін.  Wūlātái Hāsàkèzú xiāng, уйг. ئۇلاتاي قازاق يېزىسى)

ФОТОГАЛЕРЕЯ
Вигляд на центральну частину Хамі